# Franjo Vladić
Franjo Vladić, né le 19 octobre 1950 à Mostar et mort le 18 juin 2024, est un footballeur yougoslave des années 1970 et 1980.

## Biographie
En tant que milieu, Franjo Vladić est international yougoslave à 24 reprises (1972-1977) pour 3 buts. Sa première sélection est honorée le 11 octobre 1972, à Londres, contre l'Angleterre, et se solde par un match nul (1-1). Sa dernière sélection est honorée à Léon, contre le Mexique, le 1er février 1977, et se solde par une défaite (1-5).
Il fait partie des joueurs sélectionnés pour la Coupe du monde de football de 1974, mais il ne dispute aucun match. La Yougoslavie est éliminée au second tour.
Il fait aussi partie des joueurs sélectionnés pour l'Euro 1976, puisqu'il inscrit un but dans les éliminatoires (but contre la Suède) mais il ne joue pas de match dans le tournoi final. La Yougoslavie termine quatrième.
Il joue dans deux clubs : le FK Velež Mostar et l'AEK Athènes FC. Il ne remporte aucun titre avec les deux équipes, il termine souvent finaliste ou vice-champion.

## Clubs
- 1968–1979 :  FK Velež Mostar
- 1979–1981 :  AEK Athènes FC
- 1981–1985 :  FK Velež Mostar

## Palmarès
- Coupe des Balkans
  - Finaliste en 1972
- Coupe Mitropa (football)
  - Finaliste en 1976
- Championnat de Yougoslavie de football
  - Vice-champion en 1973 et en 1974
- Championnat de Grèce de football
  - Vice-champion en 1981